# Manneville-la-Pipard
Pour les articles homonymes, voir Manneville.
Manneville-la-Pipard est une commune française, située dans le département du Calvados en région Normandie, peuplée de 262 habitants (les Mannevillais).

## Géographie

### Localisation
| Saint-Julien-sur-Calonne                 | Saint-Julien-sur-Calonne | Saint-Julien-sur-Calonne, Les Authieux-sur-Calonne |
| Pierrefitte-en-Auge                      | Manneville-la-Pipard     | Le Mesnil-sur-Blangy                               |
| Pierrefitte-en-Auge, Fierville-les-Parcs | Fierville-les-Parcs      | Le Mesnil-sur-Blangy, Fierville-les-Parcs          |

### Hydrographie
La commune est située dans le bassin Seine-Normandie. Elle est drainée par la Touques, le Chaussey, le ruisseau de la Ville, le canal 01 de l'Islet, le canal 01 des Parcs de Manneville et un autre petit cours d'eau,.
La Touques, d'une longueur de 108 km, prend sa source dans la commune de Champ-Haut et se jette  dans la baie de Seine en limite de Trouville-sur-Mer et de Deauville, après avoir traversé 42 communes. 
Le Chaussey, d'une longueur de 13 km, prend sa source dans la commune du Pin et se jette  dans la Touques à Fierville-les-Parcs, après avoir traversé sept communes. 

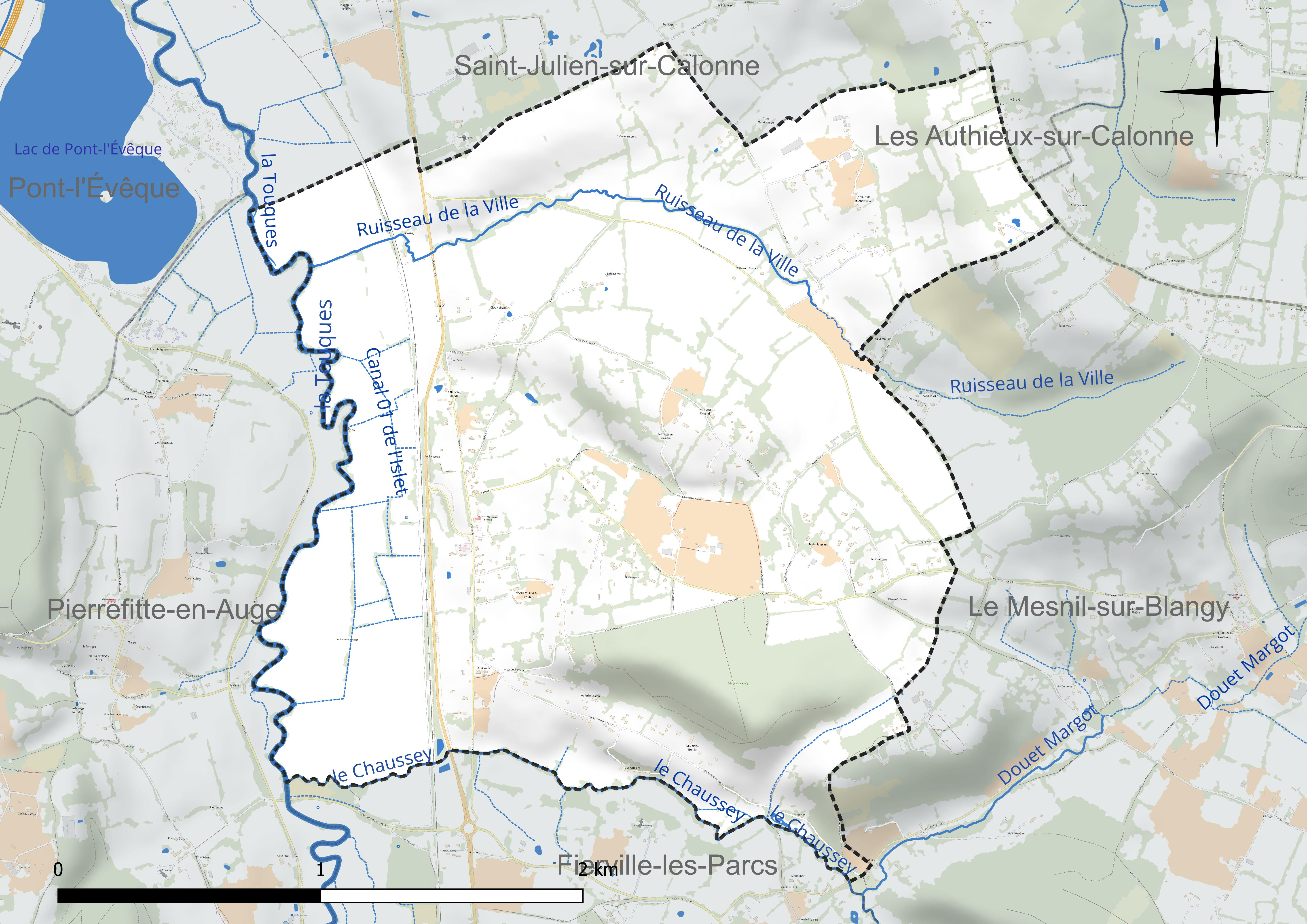
Réseau hydrographique de Manneville-la-Pipard.

### Climat
Pour des articles plus généraux, voir Climat de la Normandie et Climat du Calvados.
En 2010, le climat de la commune est de type climat océanique franc, selon une étude du CNRS s'appuyant sur une série de données couvrant la période 1971-2000. En 2020, Météo-France publie une typologie des climats de la France métropolitaine dans laquelle la commune est exposée à un climat océanique et est dans la région climatique  Côtes de la Manche orientale, caractérisée par un faible ensoleillement (1 550 h/an) ; forte humidité de l'air (plus de 20 h/jour avec humidité relative > 80 % en hiver), vents forts fréquents. Parallèlement le GIEC normand, un groupe régional d'experts sur le climat, différencie quant à lui, dans une étude de 2020, trois grands types de climats pour la région Normandie, nuancés à une échelle plus fine par les facteurs géographiques locaux. La commune est, selon ce zonage, exposée à un « climat contrasté des collines », correspondant au Pays d'Auge, Lieuvin et Roumois, moins directement soumis aux flux océaniques et connaissant toutefois des précipitations assez marquées en raison des reliefs collinaires qui favorisent leur formation.
Pour la période 1971-2000, la température annuelle moyenne est de 10,7 °C, avec  une amplitude thermique annuelle de 12,9 °C. Le cumul annuel moyen de précipitations est de 839 mm, avec 13,3 jours de précipitations en janvier et 8,5 jours en juillet. Pour la période 1991-2020, la température moyenne annuelle observée sur la station météorologique la plus proche, située sur la commune de Saint-Gatien-des-Bois à 10 km à vol d'oiseau, est de 11,0 °C et le cumul annuel moyen de précipitations est de 920,4 mm,. Pour l'avenir, les paramètres climatiques de la commune estimés pour 2050 selon différents scénarios d'émission de gaz à effet de serre sont consultables sur un site dédié publié par Météo-France en novembre 2022.

## Urbanisme

### Typologie
Au 1er janvier 2024, Manneville-la-Pipard est catégorisée commune rurale à habitat dispersé, selon la nouvelle grille communale de densité à 7 niveaux définie par l'Insee en 2022.
Elle est située hors unité urbaine et hors attraction des villes,.

### Occupation des sols
L'occupation des sols de la commune, telle qu'elle ressort de la base de données européenne d'occupation biophysique des sols Corine Land Cover (CLC), est marquée par l'importance des territoires agricoles (93,3 % en 2018), une proportion identique à celle de 1990 (93,3 %). La répartition détaillée en 2018 est la suivante : 
prairies (81,2 %), terres arables (12,1 %), forêts (6,7 %), zones agricoles hétérogènes (0,1 %). L'évolution de l'occupation des sols de la commune et de ses infrastructures peut être observée sur les différentes représentations cartographiques du territoire : la carte de Cassini (XVIIIe siècle), la carte d'état-major (1820-1866) et les cartes ou photos aériennes de l'IGN pour la période actuelle (1950 à aujourd'hui).

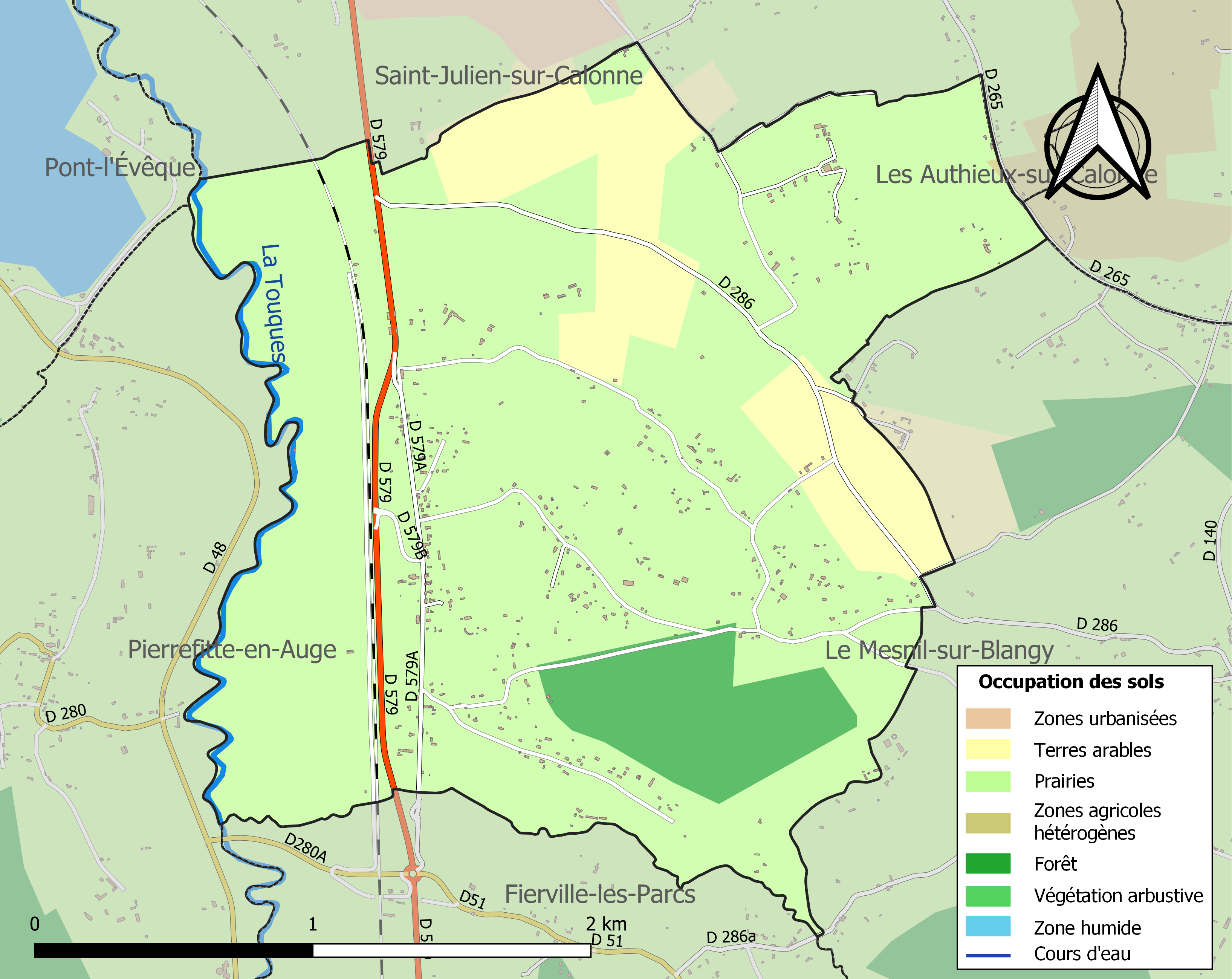
Carte des infrastructures et de l'occupation des sols de la commune en 2018 (CLC).

## Toponymie
La forme Magnevilla est attestée en 1212. Le toponyme est issu du latin magna, « grand », et de l'ancien français ville dans son sens originel de « domaine rural ». Pipart est un patronyme.

## Histoire
Un incendie a lieu dans un grand bâtiment appartenant à Eugène Pelcat le 23 mars 1870. Lorsque les pompiers sont alertés et arrivent sur les lieux, il est trop tard. L'incendie a déjà presque tout détruit. Aucun mobilier ne peut être sauvé. Il n'y a aucune victime. Encore aujourd'hui, la cause de cet incendie reste inconnue[réf. à confirmer].
Les effets de la Première Guerre mondiale commencent à se ressentir en hiver 1916. La viande est interdite deux jours par semaine et les pâtisseries commencent à fermer car on leur interdit aussi de vendre. C'est également la fin de l'an fabrication du cidre[réf. à confirmer].

## Politique et administration
| Période                                  | Période    | Identité              | Étiquette | Qualité            |
| ---------------------------------------- | ---------- | --------------------- | --------- | ------------------ |
| 1989                                     | avril 2014 | Françoise Denis       | SE        |                    |
| avril 2014                               | En cours   | Jean-Louis Lefrançois | SE        | Artisan commerçant |
| Les données manquantes sont à compléter. |            |                       |           |                    |

Le conseil municipal est composé de onze membres dont le maire et deux adjoints.

## Démographie
L'évolution du nombre d'habitants est connue à travers les recensements de la population effectués dans la commune depuis 1793. Pour les communes de moins de 10 000 habitants, une enquête de recensement portant sur toute la population est réalisée tous les cinq ans, les populations de référence des années intermédiaires étant quant à elles estimées par interpolation ou extrapolation. Pour la commune, le premier recensement exhaustif entrant dans le cadre du nouveau dispositif a été réalisé en 2005.
En 2022, la commune comptait 262 habitants, en évolution de −9,66 % par rapport à 2016 (Calvados : +1,58 %, France hors Mayotte : +2,11 %).
Manneville-la-Pipard a compté jusqu'à 476 habitants en 1806.
| 1793 | 1800 | 1806 | 1821 | 1831 | 1836 | 1841 | 1846 | 1851 |
| ---- | ---- | ---- | ---- | ---- | ---- | ---- | ---- | ---- |
| 439  | 450  | 476  | 397  | 401  | 396  | 407  | 384  | 366  |

| 1856 | 1861 | 1866 | 1872 | 1876 | 1881 | 1886 | 1891 | 1896 |
| ---- | ---- | ---- | ---- | ---- | ---- | ---- | ---- | ---- |
| 331  | 367  | 359  | 335  | 296  | 315  | 345  | 350  | 309  |

| 1901 | 1906 | 1911 | 1921 | 1926 | 1931 | 1936 | 1946 | 1954 |
| ---- | ---- | ---- | ---- | ---- | ---- | ---- | ---- | ---- |
| 272  | 288  | 264  | 231  | 218  | 283  | 266  | 236  | 228  |

| 1962 | 1968 | 1975 | 1982 | 1990 | 1999 | 2005 | 2006 | 2010 |
| ---- | ---- | ---- | ---- | ---- | ---- | ---- | ---- | ---- |
| 242  | 236  | 213  | 290  | 317  | 348  | 317  | 316  | 319  |

| 2015 | 2020 | 2022 | - | - | - | - | - | - |
| ---- | ---- | ---- | - | - | - | - | - | - |
| 291  | 268  | 262  | - | - | - | - | - | - |

## Lieux et monuments
- Église Saint-Pierre, en partie du XIIe siècle, abritant une statue de sainte Madeleine du XVIIe classée à titre d'objet aux monuments historiques[29].

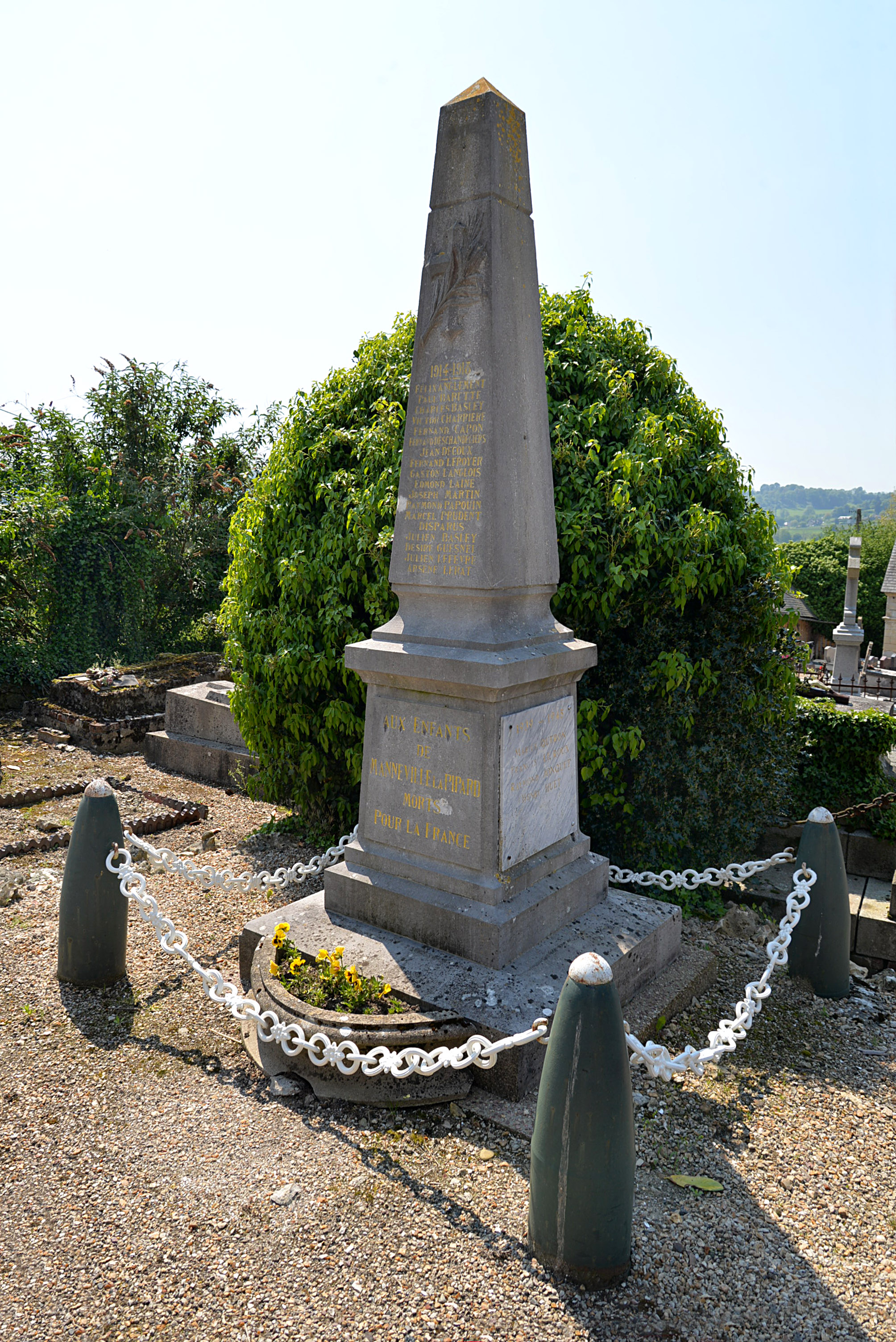
Le monument aux morts.
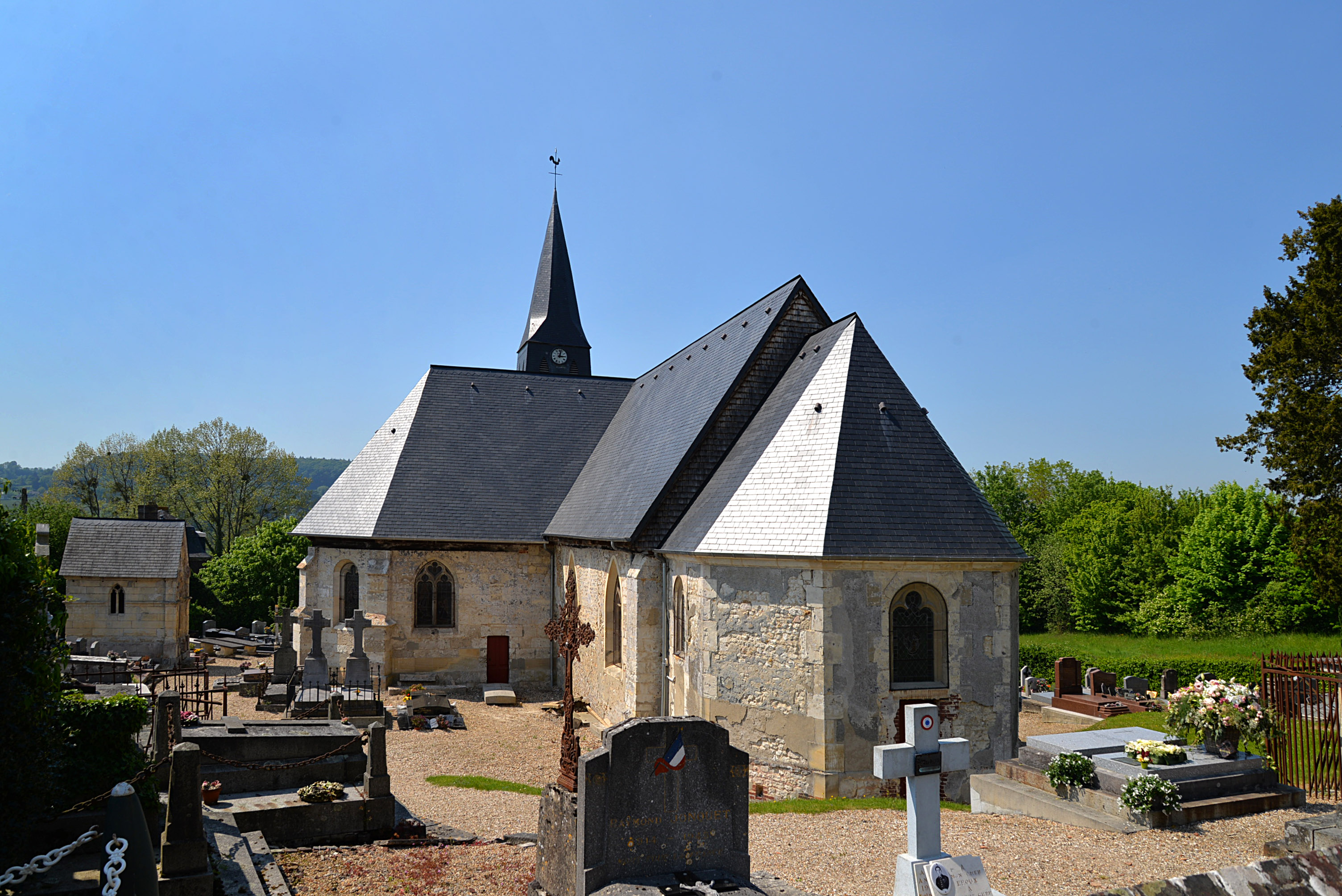
L'église Saint-Pierre. Vue sud-est.
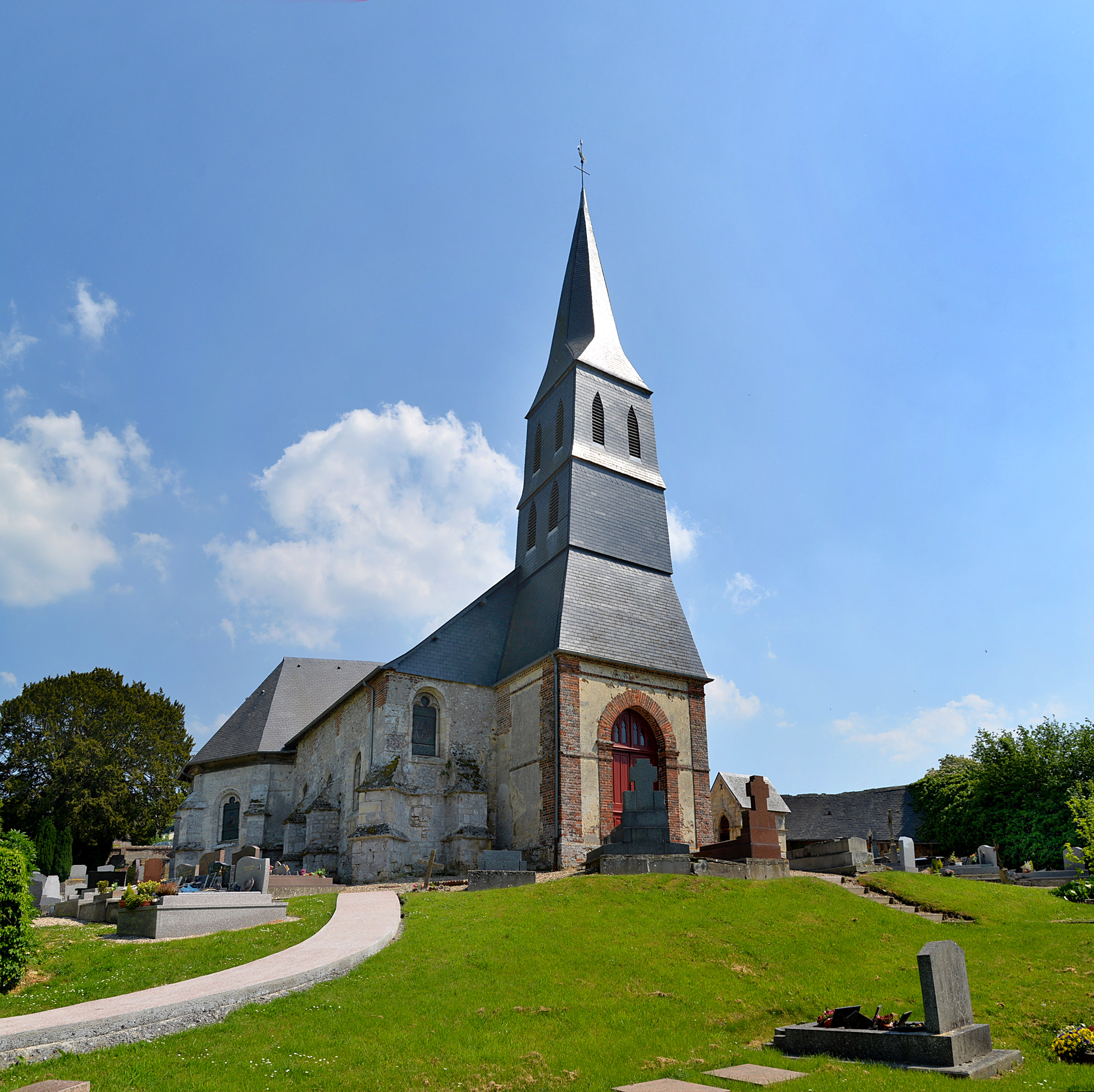
L'église Saint-Pierre. Vue nord-ouest.

## Personnalités liées à la commune
- Raymond Leforestier de Vendeuvre (1813 à Manneville-la-Pipard-1887), général et homme politique.